# (696) Leonora
(696) Leonora – planetoida z pasa głównego asteroid okrążająca Słońce w ciągu 5 lat i 235 dni w średniej odległości 3,17 j.a. Została odkryta 10 stycznia 1910 roku w Taunton (Massachusetts) przez Joela Metcalfa. Nazwa planetoidy pochodzi od Mary Leonory Snow, żony Arthura Snowa, który obliczył jej orbitę. Przed nadaniem nazwy planetoida nosiła oznaczenie tymczasowe (696) 1910 JJ.